# پیرزنی آنجا بود
پیرزنی آنجا بود رمانی است از الری کویین که برای اوّلین بار در سال ۱۹۴۳ چاپ شد. رمانی معمّایی که وقایعش در نیویورک سیتی، آمریکا رخ می‌دهد.